# دوران (فرانسه)
دورنگت (به فرانسوی: Dorengt) یک کمون (فرانسه) در فرانسه است که در ان (ا-دو-فرانس) واقع شده‌است. دورنگت ۱۰٫۵ کیلومتر مربع مساحت دارد ۵۰ متر بالاتر از سطح دریا واقع شده‌است.